# حركة مارس

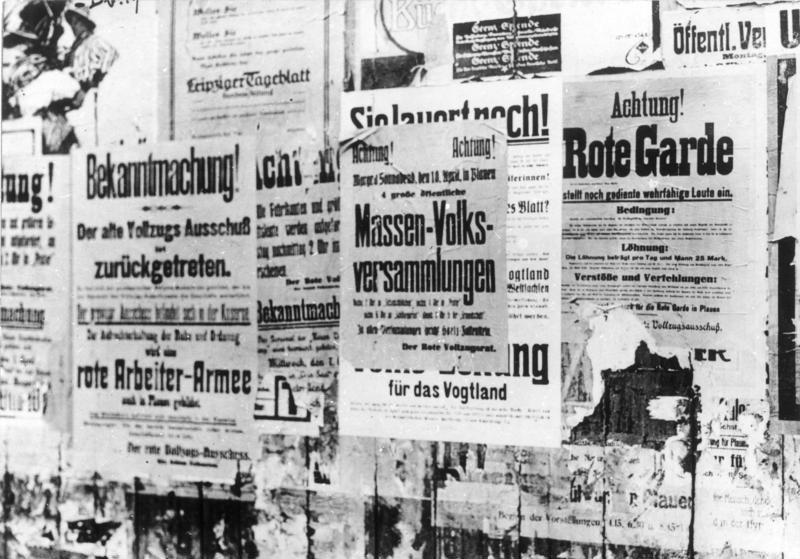
إعلانات حركة مارس في قاغة بلدة بلاوين

كانت حركة مارس (بالألمانية "März Aktion" أو "Märzkämpfe in Mitteldeutschland" («معارك مارس في وسط ألمانيا») انتفاضةً شيوعية فاشلة وقعت في العام 1921 وقادها كل من الحزب الشيوعي الألماني وحزب العمال الشيوعي في ألمانيا، والمنظمات اليسارية المتطرفة الأخرى. لقد حدثت الانتفاضة في المناطق الصناعية الواقعة في هاله ولوينا ومرسيبورغ ومانسفيلد. انتهت الانتفاضة بهزيمة الشيوعيين وإضعاف التأثير الشيوعي المعاصر في  ألمانيا.

## الأحداث
كان أوتو هورسينغ، عضو حزب الأغلبية الاشتراكي الديمقراطي في ألمانيا، أوبربراسينت من ولاية بروسيا الحرة. في 16 مارس، أعلن هورسينغ أن الشرطة ستحتل منطقة التعدين في مانسفيلد بهدف نزع سلاح العمال. احتلت قوات الشرطة معقل الشيوعية الذي كان في منطقة هالي مرسيبورغ. قاد هذا الاحتلال الحزب الشيوعي إلى الدعوة لانتفاضة مسلحة. فشلت الاتتفاضة في الحصول على دعم الأحزاب السياسية الأخرى وسرعان ما سقطت أمام الهزيمة العسكرية.
كانت أعمال لوينا معقلًا قويًا لنفوذ حزب العمال الشيوعي في ألمانيا، حيث ينتمي نصف القوى العاملة القوية البالغ عددها 20،000 إلى منظمة تنتمي لمكان العمل الذي هم فيه وهي نقابة العمال العامة في ألمانيا. وقد قاتلوا خلال إضرابهم بالبنادق والأسلحة الآلية. كما بنوا الدبابة الخاصة بهم، والتي نشروها ضد الشرطة. استعادت السلطات المصنع باستخدام المدفعية فقط.